# Aristolochia clementis
Aristolochia clementis là một loài thực vật có hoa trong họ Aristolochiaceae. Loài này được Alain mô tả khoa học đầu tiên năm 1948.